# IC 938
IC 938 је спирална галаксија у сазвјежђу Велики медвјед која се налази на листи објеката дубоког неба у Индекс каталогу.
Деклинација објекта је + 55° 37' 37" а ректасцензија 13h 44m 31,4s. Привидна величина (магнитуда) објекта IC 938 износи 15,2 а фотографска магнитуда 16,0.